# Saconin-et-Breuil
Saconin-et-Breuil är en kommun i departementet Aisne i regionen Hauts-de-France i norra Frankrike. Kommunen ligger  i kantonen Vic-sur-Aisne som ligger i arrondissementet Soissons. År 2022 hade Saconin-et-Breuil 197 invånare.

## Befolkningsutveckling
Antalet invånare i kommunen Saconin-et-Breuil
Referens: INSEE